# (73684) 1990 SV
(73684) 1990 SV – planetoida z pasa głównego asteroid okrążająca Słońce w ciągu 4,06 lat w średniej odległości 2,54 j.a. Odkryta 16 września 1990 roku.